# Върмонт
Върмо̀нт или Вермо̀нт (на английски: Vermont; от френски: verts monts, „зелени хълмове“, звуков файл и буквени символи за произношение ) е малък щат в САЩ, разположен в Нова Англия. Столицата му е Монпелие, а най-големият град – Бърлингтън. Върмонт е единственият щат в Нова Англия, който не граничи с Атлантическия океан.
Географски Върмонт представлява интерес най-вече със Зелените планини в западната и езерото Шамплейн в северозападната част. На юг граничи с Масачузетс, на изток – с Ню Хампшър, на запад – с Ню Йорк, и на север с канадската провинция Квебек.
Първоначално земите на Върмонт са били заселени с индианските племена (ирокези, алгонкински народи и абнаки). По-късно Франция предявява претенции за Върмонт, но днешният щат става британска колония, след като Франция губи Френската и индианската война. Дълги години е управлявана от околните колонии, които срещнали яростна съпротива от „момчетата от Зелените планини“. След американската независимост, последвала Революционната война, Върмонт става 14-ият щат, присъединил се към съюза.
Известен с природата, млечните продукти и кленовия сироп, Върмонт дълго време е бил свързван с прогресивистката политика и с Демократическата партия.
Един от големите заводи на IBM за микроелектроника се намира близо до Бърлингтън. През 2015 г. заводът е предаден на фирмата GlobalFoundries. Тя поема масовото производство на някои от чиповете, които IBM проектира и влага в компютрите си. Заводът предоставя хиляди работни места за жителите на малкия щат.

## География
Върмонт се слави със своите дълги и снеговити зими, когато хора от целия свят идват, за да се порадват на чудните ѝ зимни курорти. Температурите са почти винаги отрицателни през периода декември – февруари, като понякога се случва да паднат под -20 °С. Летата са кратки и прохладни, със средна дневна температура през юли – август от порядъка на 22 °С.

## Административно деление
Вермонт се състои от 14 окръга:
1. Адисън
2. Бенингтън
3. Вашингтон
4. Гранд Айл
5. Есекс
6. Каледония
7. Ламойл
8. Ориндж
9. Орлиънс
10. Рътланд
11. Уиндъм
12. Уиндзър
13. Франклин
14. Читъндън

## Население
Върмонт е с население от 626 042 души (2015).

### Расов състав
(2005)
- бели – 97,95%
- азиатци – 1,24%
- индианци – 0,97%
- чернокожи – 0,89%

### Религия
67% от населението в щата са християни (предимно католици и протестанти).